# Каизак (Од)
Каизак (фр. Cahuzac) насеље је и општина у јужној Француској у региону Лангдок-Русијон, у департману Од која припада префектури Каркасон.
По подацима из 2011. године у општини је живело 33 становника, а густина насељености је износила 10,86 становника/km². Општина се простире на површини од 3,04 km². Налази се на средњој надморској висини од 342 метара (максималној 361 m, а минималној 266 m).

## Демографија
| 1962. | 1968. | 1975. | 1982. | 1990. | 1999. | 2011. |
| ----- | ----- | ----- | ----- | ----- | ----- | ----- |
| 37    | 46    | 32    | 29    | 32    | 38    | 33    |

График промене броја становника у току последњих година